# Bombardements israéliens du camp de réfugiés Al-Maghazi
Les bombardements du camp de réfugiés Al-Maghazi sont des attaques menées par Israël dans le cadre de la guerre à Gaza. Depuis le 7 octobre 2023, Tsahal mène des campagnes de bombardements à Gaza. Plusieurs camps de réfugiés densément peuplés sont visés. Dans ce contexte, le camp de réfugiés Al-Maghazi est visé à plusieurs reprises. 

## 17 octobre 2023
Le 17 octobre 2023, Tsahal bombarde une école de l'UNRWA située dans le camp de réfugiés Al-Maghazi. Au moins six personnes sont tuées par ce bombardement.

## 5 novembre 2023
Le 5 novembre 2023, Tsahal bombarde à nouveau le camp de réfugiés Al-Maghazi. Au moins 51 personnes sont tuées, pour la plupart des femmes et des enfants. Le bombardement détruit complètement la maison de la famille Sam'an et causent de graves dégâts aux maisons et infrastructures voisines. Le ministère de la Santé de Gaza déclare que plus de 30 corps sont amenés à l'hôpital des martyrs d'Al-Aqsa à Deir Al-Balah après le massacre.

## 6 décembre 2023
Le 6 décembre 2023, aux alentours de 21 heures (heure locale), Tsahal bombarde un bâtiment résidentiel situé à l'ouest du camp de réfugiés Al-Maghazi. Le bombardement tue 18 Palestiniens, pour la majorité des enfants, et en blesse 20 autres.

## 24 et 25 décembre 2023
Durant la veille de Noël, dans la nuit du 24 au 25 décembre 2023, Tsahal bombarde plusieurs fois le camp de réfugiés Al-Maghazi. Au moins 70 personnes sont tuées par les bombardements.
Selon le personnel médical de l'hôpital Al-Aqsa, au moins 106 personnes sont tuées.
Tsahal admet avoir tué des civils dans ce bombardement. Le Hamas qualifie ce bombardement de massacre et de crime de guerre.

## 16 avril 2023
Le 16 avril 2023, Tsahal bombarde à nouveau le camp de réfugiés Al-Maghazi. Ce bombardement tue 13 personnes, dont 7 enfants, et en blesse au moins 25.